# Acanthella ramosa
Acanthella ramosa är en svampdjursart som beskrevs av Kumar 1925. Acanthella ramosa ingår i släktet Acanthella och familjen Dictyonellidae. Inga underarter finns listade i Catalogue of Life.